# White Fawn's Devotion: A Play Acted by a Tribe of Red Indians in America
White Fawn's Devotion: A Play Acted by a Tribe of Red Indians in America è un film del 1910 scritto e diretto da James Young Deer. Il cortometraggio, prodotto dalla Pathé Frères e girato nel New Jersey, è uno dei pochi film di Young Deer ancora esistenti e il più vecchio film attualmente reperibile diretto da un nativo americano con un cast di attori nativi americani. Il film uscì nelle sale statunitensi il 18 giugno 1910. Un recensore del New York Dramatic Mirror scrisse che il film "si rivela interessante se possiamo dimenticare il paesaggio del New Jersey", e osservò che "non è del tutto chiaro dove la devozione entra in scena, né in che cosa consiste".
Il film si distingue nettamente dalla filmografia contemporanea per il trattamento simpatetico dei nativi americani (descritti come una comunità regolata da leggi e sentimenti, lontana dagli stereotipi che la vorrebbero selvaggia e brutale) e per mostrare un matrimonio misto come una scelta di vita perfettamente legittima, fondata su un rapporto di amore, senza che sia richiesto ad alcuno dei coniugi di negare la propria identità. Contrariamente alle rigide norme segregazioniste del tempo che avrebbero imposto l'impiego di una attrice "bianca" in "redface", la parte della moglie viene interpretata da un'attrice nativa americana, Red Wing, che si trova così a recitare un amore interraziale con un attore bianco. Nativi americani sono anche tutti gli altri interpreti del film.
Il 10 maggio 2005 il film fu incluso nella raccolta DVD Treasures from American Film Archives (uscita solo nell'America del Nord). Nel 2008 venne ritenuto "culturalmente, storicamente o esteticamente significativo" dalla Biblioteca del Congresso e selezionato per la conservazione nel National Film Registry.

## Trama
Un colono che vive nella riserva indiana di Pine Ridge, nel Dakota del Sud, riceve da Londra la notizia che ha ereditato un'immensa fortuna. Sua moglie White Fawn, una nativa americana, è però sconvolta e, credendo di poterlo perdere, si pugnala con un coltello. Il marito la trova esanime; disperato, rimuove il coltello. La loro figlia, vedendolo con il coltello in mano, crede che il padre abbia commesso un uxoricidio e avvisa il vicino villaggio indiano. Diversi pellerossa inseguono quindi il colono e, una volta catturato, lo condannano a morte, ordinando a sua figlia di eseguire la sentenza. Ma White Fawn, che è ancora viva, arriva in tempo per evitarlo e informa gli indiani della verità. La famiglia può così felicemente riunirsi.